# Heinrich Screta
Heinrich Screta, auch Heinrich Screta von Schotnau und Zavorziz, (* 15. Oktober 1637 in Schaffhausen, Schweiz; † 3. November 1689 ebenda) war ein Schweizer Arzt, Leibarzt und Mitglied der Gelehrtenakademie „Leopoldina.“

## Werdegang
Heinrich Screta von Schotnau und Zavorziz war der Sohn des Johannes Screta aus Prag, der in Schaffhausen eingewandert war und sich als Stadtarzt betätigte. Johannes Screta entstammte einem altböhmischen Adelsgeschlecht. Die Mutter von Heinrich Screta war Rosina Lucius. Heinrich Screta besuchte die Schule in Schaffhausen und machte anschliessend in der elterlichen Apotheke eine Apothekerlehre. Diese Apotheke übernahm er im Jahr 1661. Zwischen 1670 und 1672 studierte Screta Medizin in Heidelberg und Basel und wurde zum Doktor der Medizin promoviert. Anschliessend wurde er Stadtphysicus von Schaffhausen. Screta publizierte über Fleckfieber. Er ist möglicherweise auch Autor von Wetterbeobachtungen. Heinrich Screta von Schotnau und Zavorviz war Leibarzt an verschiedenen Höfen.
Am 6. Mai 1682 wurde Heinrich Screta von Schotnau und Zavorziz mit dem akademischen Beinamen NICANDER als Mitglied (Matrikel-Nr. 101) in die Leopoldina aufgenommen.

## Schriften
- Publikation über das Fleckfieber, die so genannte „Lagersucht“, 1. Auflage 1676, 2. Auflage 1685, lateinische Auflage 1686.